# National Basketball Association 1961/1962
National Basketball Association 1961/1962 var den 16:e säsongen av den amerikanska proffsligan i basket. Säsongen inleddes den 19 oktober 1961 och avslutades den 14 mars 1962 efter 360 seriematcher, vilket gjorde att samtliga nio lagen spelade 80 matcher var.
Onsdagen den 18 april 1962 vann Boston Celtics sin femte NBA-titel efter att ha besegrat Los Angeles Lakers med 4-3 i matcher i en finalserie i bäst av 7 matcher.
All Star-matchen spelades den 17 januari 1962 i Kiel Auditorium i St. Louis, Missouri. Western Division vann matchen över Eastern Division med 150-130.
Chicago Packers debuterade i ligan och blev det första helt nya laget sedan ligan utökades säsongen 1949/1950.
Philadelphia Warriors, Philadelphia Pennsylvania spelade sin sista säsong i ligan och flyttade sen till San Francisco, Kalifornien och blev San Francisco Warriors.
Boston Celtics blev den här säsongen det första laget att nå upp till 60 segrar under grundserien.

## Grundserien
Not: V = Vinster, F = Förluster, PCT = Vinstprocent
- Lag i GRÖN färg till en slutspelserie.
- Lag i RÖD färg har spelat klart för säsongen.

| Lag                   | V  | F  | PCT  |
| --------------------- | -- | -- | ---- |
| Boston Celtics        | 60 | 20 | .750 |
| Philadelphia Warriors | 49 | 31 | .613 |
| Syracuse Nationals    | 41 | 39 | .513 |
| New York Knicks       | 29 | 51 | .363 |

| Lag                | V  | F  | PCT  |
| ------------------ | -- | -- | ---- |
| Los Angeles Lakers | 54 | 26 | .675 |
| Cincinnati Royals  | 43 | 37 | .538 |
| Detroit Pistons    | 37 | 43 | .463 |
| St. Louis Hawks    | 29 | 51 | .363 |
| Chicago Packers    | 18 | 62 | .225 |

## Slutspelet
De tre bästa lagen i den östra och västra division gick till slutspelet. Där möttes tvåorna och treorna i kvartsfinalserier (divisionssemifinal) i bäst av 5 matcher. De vinnande lagen i kvartsfinalerna mötte divisionsvinnarna i semifinalserier (divisionsfinal). Semifinalerna och NBA-finalen avgjordes i serier i bäst av 7 matcher.
|  | Divisionssemifinaler | Divisionssemifinaler | Divisionssemifinaler |              |   | Divisionsfinaler | Divisionsfinaler | Divisionsfinaler |  |  | NBA-final | NBA-final   | NBA-final |
|  |                      |                      |                      |              |   |                  |                  |                  |  |  |           |             |           |
|  |                      |                      |                      |              |   |                  |                  |                  |  |  |           |             |           |
|  |                      | 1                    | L.A. Lakers          | 4            |   |                  |                  |                  |  |  |           |             |           |
|  | Western Division     | 1                    | L.A. Lakers          | 4            |   |                  |                  |                  |  |  |           |             |           |
|  |                      |                      | 3                    | Detroit      | 2 |                  |                  |                  |  |  |           |             |           |
|  | 3                    | Detroit              | 3                    | Detroit      | 2 | 3                |                  |                  |  |  |           |             |           |
|  | 3                    | Detroit              |                      |              |   | 3                |                  |                  |  |  |           |             |           |
|  | 2                    | Cincinnati           | 1                    |              |   |                  |                  |                  |  |  |           |             |           |
|  |                      |                      |                      |              |   |                  |                  |                  |  |  | W1        | L.A. Lakers | 3         |
|  |                      |                      | E1                   | Boston       | 4 |                  |                  |                  |  |  |           |             |           |
|  |                      |                      |                      |              |   |                  |                  |                  |  |  |           |             |           |
|  |                      |                      |                      |              |   |                  |                  |                  |  |  |           |             |           |
|  |                      | 1                    | Boston               | 4            |   |                  |                  |                  |  |  |           |             |           |
|  | Eastern Division     | 1                    | Boston               | 4            |   |                  |                  |                  |  |  |           |             |           |
|  |                      |                      | 2                    | Philadelphia | 3 |                  |                  |                  |  |  |           |             |           |
|  | 3                    | Syracuse             | 2                    | Philadelphia | 3 | 2                |                  |                  |  |  |           |             |           |
|  | 3                    | Syracuse             |                      |              |   | 2                |                  |                  |  |  |           |             |           |
|  | 2                    | Philadelphia         | 3                    |              |   |                  |                  |                  |  |  |           |             |           |

### NBA-final
Boston Celtics mot Los Angeles Lakers
| Match   | Datum    | Hemmalag    | Bortalag    | Resultat  | Not       |
| ------- | -------- | ----------- | ----------- | --------- | --------- |
| Match 1 | 7 april  | Boston      | Los Angeles | 122 - 108 |           |
| Match 2 | 8 april  | Boston      | Los Angeles | 122 - 129 |           |
| Match 3 | 10 april | Los Angeles | Boston      | 117 - 115 |           |
| Match 4 | 11 april | Los Angeles | Boston      | 103 - 115 |           |
| Match 5 | 14 april | Boston      | Los Angeles | 121 - 126 |           |
| Match 6 | 16 april | Los Angeles | Boston      | 105 - 119 |           |
| Match 7 | 18 april | Boston      | Los Angeles | 110 - 107 | Eft.förl. |

Boston Celtics vann finalserien med 4-3 i matcher